# شوشنق یکم
شوشنق یکم شاهزاده‌ای لیبیایی از قبیله مش‌وش (بربرها) بود که در میان سال‌های ۹۴۳ تا ۹۲۲ پیش از میلاد مسیح به پادشاهی مصر باستان رسید و دودمان بیست و دوم آن سرزمین را بنیان گذاشت. مان‌تو او را سسونخوسیس می‌نامید و دورهٔ فرمانروایی بیست و یک ساله برایش ذکر کرده‌است. از این فرعون در کتاب مقدس با نام سِسَگ یا شیشَک یاد شده‌است.

## تبارشناسی
تبار شوشنق یکم و نیز دودمان او تنها از روی یک سنگ‌نگاره یادبود که به نام پاسنهور، کاهن و نیای دور شوشنق، تراشیده شده‌است و در دوره پادشاهی شوشنق پنجم در سراپیوم سقاره گذاشته شده‌است. این سنگ‌نگاره که به نام «سنگ‌نگارهٔ پاسنهور» شناخته می‌شود حاوی نام و تعداد جدهای پدری شوشنق یکم به همراه توصیفی از آنان و همسرانشان است.
از این رو است که امروزه به تبار بنیانگذار دودمان بیست و دوم پی می‌بریم و اینکه چگونه این پدران در پایان دودمان پیشین به تدریج به قدرت بالایی دست پیدا کردند. آن‌ها از خاستگاه دینی و نظامی بالا آمدند و پسر از پدر لقب‌های باارزشی را به ارث می‌برد که از آن جمله «رهبر بزرگ ماع‌ها» بوده‌است. این خط تباری در پایان به قبیله‌های لیبیایی می‌رسد و نخستین آن‌ها که بویواوواوا خوانده می شده.
شوشنق یکم کارامات و پاتارشنس را به همسری می‌گیرد و از آن دو دارای دو فرزند می‌شود: اوسورکن یکم از همسر نخست و نیملوت یکم از همسر دوم. اوسورکن بعدها جانشین پدر می‌شود و نیملوت شاه هراکلئوپولیس می‌گردد و بر مصر میانی فرمانروایی می‌کند.

## یادداشت
1. ↑  Sesaq
2. ↑  Shishak
3. ↑  Pasenhor
4. ↑  Bouyouwawa